# Chilli (zespół muzyczny)
Chilli – polski zespół funk rockowy założony w 2003 roku w Opolu. W twórczości grupy odnaleźć można wpływy wielu różnych gatunków muzycznych, od hip-hopu przez funk aż po mocnego rocka.

## Historia
Chilli powstało w 2003 roku w Opolu. Zespół założyli: Robert Cichy (wokal, gitara), Marcin Śnigurowicz (perkusja, wokal) i Grzegorz Zioła (bas). W 2004 roku jako uczestnicy Debiutów wzięli udział w finale Krajowego Festiwalu Piosenki Polskiej w Opolu. Zespół grał jako support przed koncertami takich grup jak TSA, Wilki i Perfect, a także przed koncertem Lenny’ego Kravitza na warszawskim Bemowie. W 2004 roku Chilli było gościem programu Kuby Wojewódzkiego, a także zagrało na Festiwalu Filmowym Camerimage w Łodzi. W 2005 roku zespół dostał się do finału Festiwalu Vena. Zaraz po tym wydarzeniu Fundacja Vena zaproponowała Chilli nagranie profesjonalnego materiału w Tonn studio. W maju 2005 roku materiał muzyczny został ukończony, a w 2009 roku wydana została płyta Chilli. Na płycie pojawiły się takie postaci jak Paulina Przybysz, Ania Dąbrowska, Dori Fi. czy Dj S-master. Zespół współpracował również z Michałem Urbaniakiem. Chilli nagrało trzy teledyski: do utworu „Sąsiad”, do utworu „Hush mnie kushi” i do utworu „Call it love”. Za „Sąsiada” Daniel Gromek i Marcin Pawełczak zostali nominowani do nagrody w kategorii Reżyseria na festiwalu Yach Film 2008.